# Читре (Панама)
Читре (исп. Chitré) — город, расположенный на территории провинции Эррера (Панама); административный центр провинции Эррера и одноименного округа. 

## История
Основан в 1848 году.

## География
Площадь — 12,4 км². Население — 9 092 человек (2010 год). 
Через город проходит Панамериканское шоссе.